# Juventus Football Club 2010-2011
Questa voce raccoglie le informazioni riguardanti la Juventus Football Club nelle competizioni ufficiali della stagione 2010-2011.

## Stagione
(Pavel Nedvěd, 17 maggio 2011)

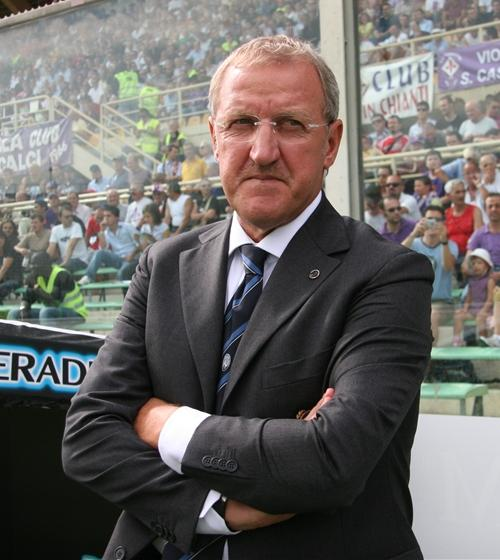
Il tecnico Luigi Delneri, arrivato dalla assieme al dirigente Giuseppe Marotta, non riesce a replicare a Torino i buoni risultati ottenuti a Genova.

La stagione 2010-2011 inizia con un cambio ai vertici dirigenziali. Dopo essere stato nominato presidente del club il 19 maggio 2010, Andrea Agnelli, quarto esponente della dinastia torinese ad assumere la massima carica bianconera, è fautore di un profondo rinnovamento aziendale che porta all'allontanamento di Alessio Secco, Renzo Castagnini e Roberto Bettega, assumendo Giuseppe Marotta nel ruolo di direttore generale e Fabio Paratici in quello di direttore sportivo; l'ex presidente Jean-Claude Blanc rimane a ricoprire il solo ruolo di amministratore delegato. Frattanto, sul versante immobiliare, l'11 giugno la società raggiunge un accordo con il Comune di Torino per l'acquisizione dell'area della Continassa per i successivi 99 anni: l'intesa dà continuità al progetto del futuro Juventus Stadium e alla riqualificazione dell'area per trasformarla nella futura cittadella bianconera, un proposito in essere dal 1994 e avviatosi concretamente nel 2002.
Novità anche sul fronte tecnico. Sulla panchina bianconera viene chiamato l'ex allenatore della Sampdoria, Luigi Delneri, anche in virtù dell'ottimo rapporto instauratosi con Marotta durante l'anno trascorso insieme in blucerchiato, mentre la rosa, che affronta gli addìi di due senatori dello spogliatoio quali Camoranesi e Trezeguet oltreché dei deludenti Diego e Poulsen, si rinnova in estate con gli acquisti di Storari, dodicesimo che si ritaglierà un suo spazio nel corso della stagione, e del promettente difensore Bonucci, futuro protagonista del vittorioso ciclo degli anni 2010, cui si aggiungono quelli del centrocampista Aquilani, degli esterni Krasić e Pepe, e della punta Quagliarella; il mercato invernale vedrà l'ulteriore arrivo a Torino di Barzagli, un acquisto inizialmente accolto sottotraccia, ma a posteriori un altro tassello della futura, plurititolata linea difensiva bianconera e azzurra di questo decennio.

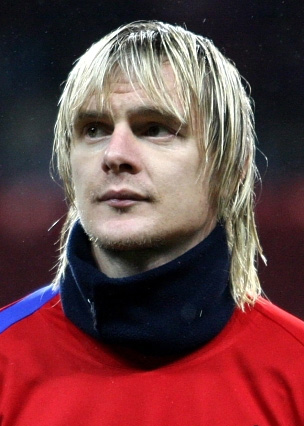
L'esterno serbo Miloš Krasić, meteora bianconera e tra le poche note positive in una deludente annata.

Sul versante sportivo la stagione comincia molto presto, in virtù del doppio turno preliminare di Europa League che la Juventus deve affrontare, perciò la preparazione comincia già il 1º luglio a Pinzolo. La prima uscita ufficiale della squadra avviene il 29 dello stesso mese, in occasione del terzo turno preliminare di Europa League: l'esordio viene giocato contro gli irlandesi dello Shamrock Rovers a Dublino, dove i bianconeri si impongono per 2-0 grazie alla doppietta di Amauri; nel match di ritorno, giocato al Braglia di Modena, gli uomini di Delneri s'impongono per 1-0 ottenendo il passaggio ai play-off, dove incontrano gli austriaci dello Sturm Graz superati con un risultato aggregato di 3-1 (vittorie 2-1 a Graz e 1-0 a Torino). La Juventus si qualifica così alla fase a gironi della competizione, dalla quale viene successivamente eliminata nella prima fase dopo avere pareggiato tutti gli incontri del gruppo A.
L'avvio bianconero in campionato è altalenante: nelle prime quattro giornate la squadra riesce a vincere solo a Udine, mentre perde le gare contro Bari e Palermo, e pareggia quella contro la Sampdoria, più un altro pari in Europa League contro il Lech Poznań. Dopo la vittoria sul Cagliari di fine settembre la Juventus pare ingranare la marcia, inanellando una lunga striscia di risultati utili consecutivi finché, in seguito alla vittoria per 2-1 nei minuti finali contro la Lazio, si ritrova al secondo posto della classifica in coabitazione con il Napoli e con la stessa società capitolina. Il pareggio maturato contro il Chievo, più le contemporanee vittorie di napoletani e laziali, fanno scivolare i bianconeri al quarto posto prima della sosta natalizia.
La striscia positiva di risultati s'interrompe il 6 gennaio 2011 con la sconfitta casalinga maturata contro il Parma (1-4): una gara che si rivela la sliding door della stagione bianconera a causa del grave infortunio occorso a Quagliarella, migliore bomber e trascinatore della squadra fino a quel momento, che lo costringe a chiudere anzitempo la stagione. Privata del bottino sottorete dell'attaccante stabiese, più avanti la Juventus cade anche a Napoli, vince contro il Bari ultimo in classifica, ma pareggia con la Sampdoria e perde contro Udinese e Palermo; in più racimola anche un'eliminazione dalla Coppa Italia ai quarti di finale contro la Roma. A febbraio la squadra torinese conquista due vittorie di fila, contro il Cagliari e, contro i pronostici, nel derby d'Italia sull'Inter campione uscente, tuttavia seguono tre sconfitte consecutive contro Lecce, Bologna e Milan, più un pareggio contro il Cesena, che la allontanano in maniera quasi incolmabile dal quarto posto, l'ultimo utile per la qualificazione in Champions League.
Successivamente i bianconeri centrano per la prima volta in stagione tre vittorie consecutive contro Brescia, Roma e Genoa; seguono tuttavia i pareggi contro Fiorentina e Catania (quest'ultimo, sprecando un doppio vantaggio) che renderanno vana la vittoria all'Olimpico di Roma contro la Lazio, per le residue speranze di riagguantare la zona Champions. In conseguenza della sconfitta di Parma e dei pareggi contro Chievo e Napoli, la Juventus perde anche l'ultimo posto utile per la zona Europa League a favore del Palermo, ottavo in classifica dietro ai piemontesi, ma qualificato in Europa poiché finalista di Coppa Italia. La gara contro i partenopei sarà anche l'ultima casalinga giocata dai bianconeri all'Olimpico.
Con i bianconeri rimasti fuori dalle coppe europee, al termine dell'annata Delneri viene sollevato dall'incarico e sostituito in pectore da Antonio Conte, ex capitano juventino e reduce dalla promozione in Serie A con il Siena.

## Divise e sponsor

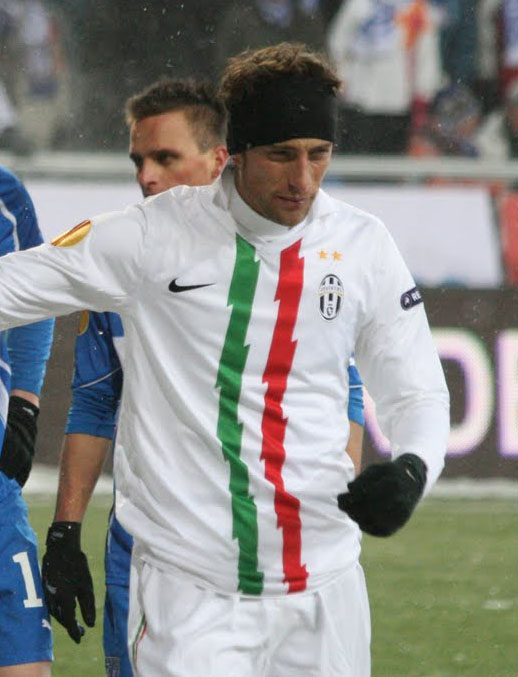
Claudio Marchisio nella trasferta di Poznań del 1º dicembre 2010, con indosso la speciale maglia juventina priva del jersey sponsor BetClic, in ottemperanza alle leggi polacche sulle scommesse sportive.

Lo sponsor tecnico per la stagione 2010-2011 è Nike, mentre gli sponsor ufficiali sono BetClic per la prima maglia nonché per tutte le gare europee, e Balocco per la seconda maglia.
| Casa | Trasferta | Terza divisa |

Per questa stagione la Juventus ha deciso di presentare la classica prima maglia a strisce bianconere, ma con palatura più ampia rispetto all'annata precedente e con i bordi zigzagati, unita a una seconda divisa bianca contrassegnata da un palo centrale tricolore, a richiamare la bandiera italiana. Come terza uniforme, viene recuperata la divisa acciaio con sbarra bianconera già vista la stagione precedente.
| 1ª portiere | 2ª portiere | 3ª portiere |

## Organigramma societario
Area direttiva
- Presidente: Andrea Agnelli
- Presidenti onorari: Giampiero Boniperti e Franzo Grande Stevens
- Amministratore delegato: Jean-Claude Blanc
- Amministratori: Carlo Barel Di Sant'Albano, Riccardo Montanaro, Marzio Saà, Camillo Venesio, Khaled Fared Zentuti
- Direttore pianificazione, controllo e progetti speciali: Stefano Bertola
- Direttore risorse umane: Alessandro Sorbone
- Responsabile gestione e controllo investimenti immobiliari: Riccardo Abrate

Area organizzativa
- Segretario sportivo: Francesco Gianello
- Team Manager: Matteo Fabris

Area comunicazione
- Direttore comunicazione: Riccardo Abrate
- Responsabile information technology: Claudio Leonardi
- Addetti stampa senior: Marco Girotto
- Addetti stampa ed editoria: Fabio Ellena e Gabriella Ravizzotti
- Responsabile contenuti editoriali: Enrica Tarchi
- Comunicazione Corporate: Stefano Coscia

Area marketing
- Direttore commerciale: carica vacante
- Responsabile marketing: Alessandro Sandiano

Area tecnica
- Direttore generale: Giuseppe Marotta
- Direttore sportivo e coordinatore dell'area tecnica: Fabio Paratici
- Responsabile osservatori: Mauro Sandreani
- Allenatore: Luigi Delneri
- Allenatore in seconda: Francesco Conti
- Assistente tecnico: Maurizio D'Angelo
- Responsabile della preparazione atletica: Roberto De Bellis
- Preparatori atletici: Marco Luison, Luca Alimonta
- Preparatore dei portieri: Claudio Filippi

Area sanitaria
- Responsabile settore medico: dott. Bartolomeo Goitre
- Medico sociale: dott. Luca Stefanini
- Massofisioterapisti: Dario Garbiero, Alfonso Casano, Emanuele Randelli, Gianluca Scolaro

## Rosa
| N. |                                 | Ruolo | Calciatore                       |
| -- | ------------------------------- | ----- | -------------------------------- |
| 1  | Italia (bandiera)               | P     | Gianluigi Buffon (vice capitano) |
| 2  | Italia (bandiera)               | D     | Marco Motta                      |
| 3  | Italia (bandiera)               | D     | Giorgio Chiellini                |
| 4  | Brasile (bandiera)              | C     | Felipe Melo                      |
| 5  | Mali (bandiera)                 | C     | Mohamed Sissoko                  |
| 6  | Italia (bandiera)               | D     | Fabio Grosso                     |
| 7  | Bosnia ed Erzegovina (bandiera) | C     | Hasan Salihamidžić               |
| 8  | Italia (bandiera)               | C     | Claudio Marchisio                |
| 9  | Italia (bandiera)               | A     | Vincenzo Iaquinta                |
| 10 | Italia (bandiera)               | A     | Alessandro Del Piero (capitano)  |
| 11 | Italia (bandiera)               | A     | Amauri                           |
| 13 | Austria (bandiera)              | P     | Alexander Manninger              |
| 14 | Italia (bandiera)               | C     | Alberto Aquilani                 |
| 15 | Italia (bandiera)               | D     | Andrea Barzagli                  |
| 17 | Francia (bandiera)              | A     | David Trezeguet                  |
| 17 | Senegal (bandiera)              | D     | Armand Traoré                    |
| 18 | Italia (bandiera)               | A     | Fabio Quagliarella               |
| 19 | Italia (bandiera)               | D     | Leonardo Bonucci                 |
| 20 | Italia (bandiera)               | C     | Davide Lanzafame                 |
| 20 | Italia (bandiera)               | A     | Luca Toni                        |

| N. |                      | Ruolo | Calciatore            |
| -- | -------------------- | ----- | --------------------- |
| 21 | Rep. Ceca (bandiera) | D     | Zdeněk Grygera        |
| 23 | Italia (bandiera)    | C     | Simone Pepe           |
| 25 | Uruguay (bandiera)   | C     | Jorge Andrés Martínez |
| 26 | Italia (bandiera)    | D     | Leandro Rinaudo       |
| 27 | Svezia (bandiera)    | C     | Albin Ekdal           |
| 27 | Serbia (bandiera)    | C     | Miloš Krasić          |
| 28 | Brasile (bandiera)   | C     | Diego                 |
| 29 | Italia (bandiera)    | D     | Paolo De Ceglie       |
| 30 | Italia (bandiera)    | P     | Marco Storari         |
| 32 | Italia (bandiera)    | A     | Alessandro Matri      |
| 33 | Italia (bandiera)    | D     | Nicola Legrottaglie   |
| 35 | Austria (bandiera)   | C     | Marcel Büchel         |
| 36 | Italia (bandiera)    | C     | Manuel Giandonato     |
| 37 | Italia (bandiera)    | C     | Filippo Boniperti     |
| 38 | Italia (bandiera)    | A     | Alberto Libertazzi    |
| 39 | Italia (bandiera)    | D     | Vincenzo Camilleri    |
| 41 | Italia (bandiera)    | A     | Niccolò Giannetti     |
| 43 | Danimarca (bandiera) | D     | Frederik Sørensen     |
| 46 | Italia (bandiera)    | D     | Matteo Liviero        |

## Calciomercato

### Sessione estiva(dal 1º/7 al 31/8)
La campagna acquisti per la stagione 2010-2011 registra un rinnovamento della rosa con gli arrivi del portiere Marco Storari, i difensori Frederik Sørensen (arrivato dal Lyngby), prima in Primavera e da ottobre aggregato alla prima squadra, Leonardo Bonucci, Marco Motta, Leandro Rinaudo e il francese Armand Traoré — i tre ultimi citati sono stati ceduti in prestito dall'Udinese, Napoli e Arsenal, rispettivamente —; i centrocampisti Simone Pepe e Alberto Aquilani — ceduti in prestito dall'Udinese e Liverpool, rispettivamente —, l'uruguaiano Jorge Andrés Martínez, il serbo Miloš Krasić, Davide Lanzafame, che torna in organico dopo il prestito al Parma, l'attaccante Fabio Quagliarella, ceduto in prestito dal Napoli. Invece, sono ceduti Fabio Cannavaro (Al-Ahli), Christian Poulsen (Liverpool), Diego (Wolfsburg), David Trezeguet (Hércules), Mauro Germán Camoranesi (Stoccarda), Jonathan Zebina (Brescia), Albin Ekdal (accordo di comproprietà con il Bologna) e Martín Cáceres (fine prestito, tornato al Barcellona). A queste partenze si aggiungeranno quelle dei centrocampisti Tiago e Luca Marrone e degli attaccanti Ciro Immobile, Sebastian Giovinco e Cristian Pasquato, tutti e cinque ceduti in prestito all'Atlético de Madrid, Siena, Parma e Modena, rispettivamente.
| Acquisti | Acquisti              | Acquisti        | Acquisti                                                          |
| R.       | Nome                  | da              | Modalità                                                          |
| -------- | --------------------- | --------------- | ----------------------------------------------------------------- |
| P        | Marco Storari         | Milan           | definitivo (4,5 milioni €)                                        |
| D        | Leonardo Bonucci      | Bari            | definitivo (15,5 milioni €)                                       |
| D        | Marco Motta           | Udinese         | prestito (1,25 milioni €) con diritto di riscatto (3,75 mln €)    |
| D        | Leandro Rinaudo       | Napoli          | prestito (0,6 milioni €) con diritto di riscatto (5 milioni €)    |
| D        | Armand Traoré         | Arsenal         | prestito (0,5 milioni €)                                          |
| C        | Alberto Aquilani      | Liverpool       | prestito (0 milioni €) con diritto di riscatto (16 milioni €)     |
| C        | Albin Ekdal           | Siena           | fine prestito                                                     |
| C        | Miloš Krasić          | CSKA Mosca      | definitivo (15 milioni €)                                         |
| C        | Davide Lanzafame      | Palermo         | rinnovo compartecipazione                                         |
| C        | Jorge Andrés Martínez | Catania         | definitivo (12 milioni €)                                         |
| C        | Simone Pepe           | Udinese         | prestito (2,6 milioni €) con diritto di riscatto (7,5 milioni €)  |
| C        | Tiago                 | Atlético Madrid | fine prestito                                                     |
| A        | Cristian Pasquato     | Triestina       | fine prestito                                                     |
| A        | Fabio Quagliarella    | Napoli          | prestito (4,5 milioni €) con diritto di riscatto (10,5 milioni €) |

| Cessioni | Cessioni                | Cessioni        | Cessioni                                                                               |
| R.       | Nome                    | a               | Modalità                                                                               |
| -------- | ----------------------- | --------------- | -------------------------------------------------------------------------------------- |
| P        | Antonio Chimenti        |                 | svincolato                                                                             |
| P        | Antonio Mirante         | Parma           | risoluzione compartecipazione                                                          |
| D        | Lorenzo Ariaudo         | Cagliari        | compartecipazione (1,3 milioni €)                                                      |
| D        | Martín Cáceres          | Barcellona      | fine prestito                                                                          |
| D        | Fabio Cannavaro         |                 | svincolato                                                                             |
| D        | Domenico Criscito       | Genoa           | risoluzione compartecipazione (6 milioni €)                                            |
| D        | Cristian Molinaro       | Stoccarda       | titolo definitivo (3,9 milioni €)                                                      |
| D        | Jonathan Zebina         |                 | svincolato                                                                             |
| C        | Sergio Bernardo Almirón | Bari            | compartecipazione (2,5 milioni €)                                                      |
| C        | Mauro Germán Camoranesi |                 | svincolato                                                                             |
| C        | Antonio Candreva        | Udinese         | fine prestito                                                                          |
| C        | Diego                   | Wolfsburg       | definitivo (15,5 milioni €)                                                            |
| C        | Albin Ekdal             | Bologna         | compartecipazione (2,4 milioni €)                                                      |
| C        | Iago Falqué             | Tottenham       | prestito con diritto di riscatto                                                       |
| C        | Luca Marrone            | Siena           | prestito                                                                               |
| C        | Christian Poulsen       | Liverpool       | definitivo (5,475 milioni €) con bonus (1,2 milioni €)                                 |
| C        | Tiago                   | Atlético Madrid | prestito (0,5 milioni €)                                                               |
| A        | Simone Esposito         | Ascoli          | compartecipazione                                                                      |
| A        | Sebastian Giovinco      | Parma           | prestito (1 milioni €) con diritto di riscatto della metà del cartellino (3 milioni €) |
| A        | Ciro Immobile           | Siena           | prestito                                                                               |
| A        | Raffaele Palladino      | Genoa           | rinnovo compartecipazione                                                              |
| A        | Michele Paolucci        | Siena           | fine prestito                                                                          |
| A        | Cristian Pasquato       | Modena          | prestito                                                                               |
| A        | David Trezeguet         |                 | svincolato                                                                             |
| A        | Marcelo Zalayeta        | Napoli          | risoluzione compartecipazione                                                          |

### Sessione invernale(dal 3/1 al 31/1)
Nella sessione invernale di calciomercato vengono acquistati a titolo definitivo Luca Toni e Andrea Barzagli rispettivamente dal Genoa e dal Wolfsburg. A poche ore dalla chiusura della sessione la società preleva con la formula del prestito con diritto di riscatto l'attaccante del Cagliari Alessandro Matri. Vengono ceduti Davide Lanzafame al Brescia e Amauri al Parma, e Nicola Legrottaglie a titolo gratuito al Milan.
| Acquisti | Acquisti         | Acquisti  | Acquisti                                                          |
| R.       | Nome             | da        | Modalità                                                          |
| -------- | ---------------- | --------- | ----------------------------------------------------------------- |
| A        | Luca Toni        | Genoa     | definitivo (0 milioni €)                                          |
| D        | Andrea Barzagli  | Wolfsburg | definitivo (0,3 milioni €) con bonus (0,6 milioni €)              |
| C        | Simone Esposito  | Ascoli    | fine prestito                                                     |
| A        | Alessandro Matri | Cagliari  | prestito (2,5 milioni €) con diritto di riscatto (15,5 milioni €) |

| Cessioni | Cessioni            | Cessioni | Cessioni                                      |
| R.       | Nome                | a        | Modalità                                      |
| -------- | ------------------- | -------- | --------------------------------------------- |
| D        | Lorenzo Ariaudo     | Cagliari | risoluzione compartecipazione (2,5 milioni €) |
| C        | Davide Lanzafame    | Brescia  | prestito                                      |
| C        | Simone Esposito     | Reggiana | compartecipazione                             |
| D        | Nicola Legrottaglie | Milan    | definitivo (0 milioni €)                      |
| A        | Amauri              | Parma    | prestito                                      |

## Risultati

### Serie A

#### Girone di andata
| Arbitro: | Banti (Livorno) |

|            |           |  |
| Donati 43’ | Marcatori |  |

| Arbitro: | Mazzoleni (Bergamo) |

|                                         |           |                            |
| Marchisio 43’ Pepe 50’ Quagliarella 67’ | Marcatori | 36’, 73’ Pozzi 64’ Cassano |

| Arbitro: | Bergonzi (Genova) |

|  |           |                                                             |
|  | Marcatori | 18’ (aut.) Coda 24’ Quagliarella 43’ Marchisio 77’ Iaquinta |

| Arbitro: | Orsato (Schio) |

|              |           |                                |
| Iaquinta 88’ | Marcatori | 2’ Pastore 62’ Iličić 85’ Bovo |

| Arbitro: | Brighi (Cesena) |

|                                            |           |                |
| Krasić 13’, 34’, 70’ Nainggolan 57’ (aut.) | Marcatori | 20’, 81’ Matri |

| Milano 3 ottobre 2010, ore 20:45 CEST 6ª giornata | Inter           | 0 – 0 referto | Juventus | Stadio Giuseppe Meazza (78 883 spett.)\| Arbitro: \| Banti (Livorno) \| |
| Arbitro:                                          | Banti (Livorno) |               |          |                                                                         |

| Arbitro: | Gava (Conegliano) |

|                                                             |           |  |
| Aquilani 13’ Melo 34’ (rig.) Quagliarella 44’ Del Piero 82’ | Marcatori |  |

| Bologna 24 ottobre 2010, ore 15:00 CEST 8ª giornata | Bologna             | 0 – 0 referto | Juventus | Stadio Renato Dall'Ara (28 785 spett.)\| Arbitro: \| De Marco (Chiavari) \| |
| Arbitro:                                            | De Marco (Chiavari) |               |          |                                                                             |

| Arbitro: | Rocchi (Firenze) |

|                 |           |                                |
| Ibrahimović 82’ | Marcatori | 24’ Quagliarella 65’ Del Piero |

| Arbitro: | Romeo (Verona) |

|                                                    |           |             |
| Del Piero 31’ (rig.) Quagliarella 43’ Iaquinta 88’ | Marcatori | 11’ Jiménez |

| Arbitro: | Damato (Barletta) |

|              |           |                  |
| Diamanti 73’ | Marcatori | 71’ Quagliarella |

| Arbitro: | Rizzoli (Bologna) |

|              |           |                    |
| Iaquinta 35’ | Marcatori | 45+5’ (rig.) Totti |

| Arbitro: | Morganti (Ascoli Piceno) |

|  |           |                               |
|  | Marcatori | 18’ (aut.) Eduardo 23’ Krasić |

| Arbitro: | Valeri (Roma) |

|          |           |                 |
| Pepe 83’ | Marcatori | 4’ (aut.) Motta |

| Arbitro: | Damato (Barletta) |

|              |           |                                |
| Morimoto 37’ | Marcatori | 35’ Pepe 44’, 58’ Quagliarella |

| Arbitro: | Tagliavento (Terni) |

|                           |           |            |
| Chiellini 3’ Krasić 90+4’ | Marcatori | 14’ Zárate |

| Arbitro: | Bergonzi (Genova) |

|                  |           |                  |
| Pellissier 90+3’ | Marcatori | 31’ Quagliarella |

| Arbitro: | De Marco (Chiavari) |

|                  |           |                                                     |
| Legrottaglie 60’ | Marcatori | 41’, 48’ Giovinco 62’ (rig.) Crespo 90+3’ Palladino |

| Arbitro: | Morganti (Ascoli Piceno) |

|                      |           |  |
| Cavani 20’, 26’, 53’ | Marcatori |  |

#### Girone di ritorno
| Arbitro: | Brighi (Cesena) |

|                            |           |            |
| Del Piero 43’ Aquilani 78’ | Marcatori | 57’ Rudolf |

| Genova 23 gennaio 2011, ore 15:00 CET 21ª giornata | Sampdoria     | 0 – 0 referto | Juventus | Stadio Luigi Ferraris (25 933 spett.)\| Arbitro: \| Valeri (Roma) \| |
| Arbitro:                                           | Valeri (Roma) |               |          |                                                                      |

| Arbitro: | Giannoccaro (Lecce) |

|               |           |                        |
| Marchisio 60’ | Marcatori | 66’ Zapata 85’ Sánchez |

| Arbitro: | Morganti (Ascoli Piceno) |

|                           |           |               |
| Miccoli 7’ Migliaccio 20’ | Marcatori | 36’ Marchisio |

| Arbitro: | Rocchi (Firenze) |

|                 |           |                         |
| Acquafresca 51’ | Marcatori | 20’, 75’ Matri 84’ Toni |

| Arbitro: | Valeri (Roma) |

|           |           |  |
| Matri 30’ | Marcatori |  |

| Arbitro: | Mazzoleni (Bergamo) |

|                           |           |  |
| Mesbah 32’ Bertolacci 48’ | Marcatori |  |

| Arbitro: | Romeo (Verona) |

|  |           |                  |
|  | Marcatori | 49’, 66’ Di Vaio |

| Arbitro: | Rizzoli (Bologna) |

|  |           |             |
|  | Marcatori | 68’ Gattuso |

| Arbitro: | Bergonzi (Genova) |

|                               |           |                |
| Jiménez 40’ (rig.) Parolo 80’ | Marcatori | 19’, 35’ Matri |

| Arbitro: | Celi (Bari) |

|                          |           |          |
| Krasić 23’ Del Piero 68’ | Marcatori | 42’ Éder |

| Arbitro: | Rocchi (Firenze) |

|  |           |                      |
|  | Marcatori | 60’ Krasić 75’ Matri |

| Arbitro: | Guida (Torre Annunziata) |

|                             |           |                                    |
| Pepe 50’ Matri 63’ Toni 83’ | Marcatori | 7’ (aut.) Bonucci 57’ Floro Flores |

| Firenze 17 aprile 2011, ore 15:00 CEST 33ª giornata | Fiorentina     | 0 – 0 referto | Juventus | Stadio Artemio Franchi (34 483 spett.)\| Arbitro: \| Orsato (Schio) \| |
| Arbitro:                                            | Orsato (Schio) |               |          |                                                                        |

| Arbitro: | Bergonzi (Genova) |

|                           |           |                      |
| Del Piero 19’ (rig.), 38’ | Marcatori | 81’ Gómez 90+5’ Lodi |

| Arbitro: | Mazzoleni (Bergamo) |

|  |           |          |
|  | Marcatori | 87’ Pepe |

| Arbitro: | Gervasoni (Mantova) |

|                                |           |                     |
| Del Piero 13’ (rig.) Matri 55’ | Marcatori | 68’ Uribe 69’ Sardo |

| Arbitro: | Peruzzo (Schio) |

|              |           |  |
| Giovinco 64’ | Marcatori |  |

| Arbitro: | Rizzoli (Bologna) |

|                         |           |                          |
| Chiellini 47’ Matri 83’ | Marcatori | 22’ Maggio 70’ Lucarelli |

### Coppa Italia

#### Fase finale
| Arbitro: | Russo (Nola) |

|                     |           |  |
| Krasić 35’ Pepe 54’ | Marcatori |  |

| Arbitro: | Damato (Barletta) |

|  |           |                          |
|  | Marcatori | 65’ Vučinić 90+1’ Taddei |

### UEFA Europa League

#### Qualificazioni
| Arbitro: | Fernández Borbalán |

|  |           |                |
|  | Marcatori | 3’, 75’ Amauri |

| Arbitro: | Daloukas |

|               |           |  |
| Del Piero 74’ | Marcatori |  |

#### Spareggi
| Arbitro: | Çakır |

|                  |           |                          |
| Schildenfeld 82’ | Marcatori | 16’ Bonucci 90+1’ Amauri |

| Arbitro: | Collum |

|               |           |  |
| Del Piero 53’ | Marcatori |  |

#### Fase a gironi
| Arbitro: | Bezborodov |

|                                    |           |                                |
| Chiellini 45+2’, 50’ Del Piero 68’ | Marcatori | 14’ (rig.), 30’, 90+2’ Rudņevs |

| Arbitro: | Iturralde González |

|                |           |              |
| A. Johnson 37’ | Marcatori | 10’ Iaquinta |

| Arbitro: | Szabó |

|            |           |            |
| Švento 36’ | Marcatori | 47’ Krasić |

| Torino 4 novembre 2010, ore 19:00 CET 4ª giornata | Juventus   | 0 – 0 referto | Salisburgo | Stadio Olimpico (12 162 spett.)\| Arbitro: \| Stålhammar \| |
| Arbitro:                                          | Stålhammar |               |            |                                                             |

| Arbitro: | Teixeira Vitienes |

|             |           |              |
| Rudņevs 12’ | Marcatori | 84’ Iaquinta |

| Arbitro: | Vad |

|               |           |        |
| Giannetti 43’ | Marcatori | 77’ Jô |

## Statistiche

### Statistiche di squadra
Statistiche aggiornate al 22 maggio 2011.
| Competizione       | Punti | In casa | In casa | In casa | In casa | In casa | In casa | In trasferta | In trasferta | In trasferta | In trasferta | In trasferta | In trasferta | Totale | Totale | Totale | Totale | Totale | Totale | DR  |
| Competizione       | Punti | G       | V       | N       | P       | Gf      | Gs      | G            | V            | N            | P            | Gf           | Gs           | G      | V      | N      | P      | Gf     | Gs     | DR  |
| ------------------ | ----- | ------- | ------- | ------- | ------- | ------- | ------- | ------------ | ------------ | ------------ | ------------ | ------------ | ------------ | ------ | ------ | ------ | ------ | ------ | ------ | --- |
| Serie A            | 58    | 19      | 8       | 6       | 5       | 35      | 31      | 19           | 7            | 7            | 5            | 22           | 16           | 38     | 15     | 13     | 10     | 57     | 47     | +10 |
| Coppa Italia       | -     | 2       | 1       | 0       | 1       | 2       | 2       | 0            | 0            | 0            | 0            | 0            | 0            | 2      | 1      | 0      | 1      | 2      | 2      | 0   |
| UEFA Europa League | -     | 5       | 2       | 3       | 0       | 6       | 4       | 5            | 2            | 3            | 0            | 7            | 4            | 10     | 4      | 6      | 0      | 13     | 8      | +5  |
| Totale             | -     | 26      | 11      | 9       | 6       | 43      | 37      | 24           | 9            | 10           | 5            | 29           | 20           | 50     | 20     | 19     | 11     | 72     | 57     | +15 |

### Andamento in campionato
| Giornata  | 1  | 2  | 3 | 4  | 5 | 6 | 7 | 8 | 9 | 10 | 11 | 12 | 13 | 14 | 15 | 16 | 17 | 18 | 19 | 20 | 21 | 22 | 23 | 24 | 25 | 26 | 27 | 28 | 29 | 30 | 31 | 32 | 33 | 34 | 35 | 36 | 37 | 38 |
| --------- | -- | -- | - | -- | - | - | - | - | - | -- | -- | -- | -- | -- | -- | -- | -- | -- | -- | -- | -- | -- | -- | -- | -- | -- | -- | -- | -- | -- | -- | -- | -- | -- | -- | -- | -- | -- |
| Luogo     | T  | C  | T | C  | C | T | C | T | T | C  | T  | C  | T  | C  | T  | C  | T  | C  | T  | C  | T  | C  | T  | T  | C  | T  | C  | C  | T  | C  | T  | C  | T  | C  | T  | C  | T  | C  |
| Risultato | P  | N  | V | P  | V | N | V | N | V | V  | N  | N  | V  | N  | V  | V  | N  | P  | P  | V  | N  | P  | P  | V  | V  | P  | P  | P  | N  | V  | V  | V  | N  | N  | V  | N  | P  | N  |
| Posizione | 16 | 15 | 9 | 15 | 9 | 7 | 5 | 5 | 4 | 4  | 5  | 4  | 4  | 3  | 3  | 2  | 4  | 6  | 7  | 6  | 6  | 7  | 8  | 8  | 7  | 7  | 7  | 7  | 7  | 7  | 7  | 7  | 7  | 7  | 7  | 7  | 7  | 7  |

Fonte:  Serie A 2010/2011, su calcio.com.
Legenda:

Luogo: C = Casa; T = Trasferta. Risultato: V = Vittoria; N = Pareggio; P = Sconfitta.

### Statistiche dei giocatori
Sono in corsivo i calciatori che hanno lasciato la società a stagione in corso. Tra parentesi le autoreti.
| Giocatore       | Serie A  | Serie A | Serie A     | Serie A    | Coppa Italia | Coppa Italia | Coppa Italia | Coppa Italia | UEFA Europa League | UEFA Europa League | UEFA Europa League | UEFA Europa League | Totale   | Totale | Totale      | Totale     |
| Giocatore       | Presenze | Reti    | Ammonizioni | Espulsioni | Presenze     | Reti         | Ammonizioni  | Espulsioni   | Presenze           | Reti               | Ammonizioni        | Espulsioni         | Presenze | Reti   | Ammonizioni | Espulsioni |
| --------------- | -------- | ------- | ----------- | ---------- | ------------ | ------------ | ------------ | ------------ | ------------------ | ------------------ | ------------------ | ------------------ | -------- | ------ | ----------- | ---------- |
| Amauri          | 9        | 0       | 0           | 0          | 1            | 0            | 0            | 0            | 6                  | 3                  | 0                  | 0                  | 16       | 3      | 0           | 0          |
| A. Aquilani     | 33       | 2       | 3           | 0          | 1            | 0            | 0            | 0            | 0                  | 0                  | 0                  | 0                  | 34       | 2      | 3           | 0          |
| A. Barzagli     | 15       | 0       | 1           | 0          | 0            | 0            | 0            | 0            | 0                  | 0                  | 0                  | 0                  | 15       | 0      | 1           | 0          |
| F. Boniperti    | 1        | 0       | 0           | 0          | 0            | 0            | 0            | 0            | 1                  | 0                  | 0                  | 0                  | 2        | 0      | 0           | 0          |
| L. Bonucci      | 34       | 2 (1)   | 7           | 1          | 2            | 0            | 0            | 0            | 8                  | 1                  | 0                  | 0                  | 44       | 3 (1)  | 7           | 1          |
| M. Büchel       | 0        | 0       | 0           | 0          | 0            | 0            | 0            | 0            | 2                  | 0                  | 0                  | 0                  | 2        | 0      | 0           | 0          |
| G. Buffon       | 16       | -17     | 1           | 1          | 1            | 0            | 0            | 0            | 0                  | 0                  | 0                  | 0                  | 17       | -17    | 1           | 1          |
| V. Camilleri    | 0        | 0       | 0           | 0          | 0            | 0            | 0            | 0            | 2                  | 0                  | 0                  | 0                  | 2        | 0      | 0           | 0          |
| G. Chiellini    | 32       | 2       | 3           | 0          | 2            | 0            | 0            | 0            | 9                  | 2                  | 1                  | 0                  | 43       | 4      | 4           | 0          |
| P. De Ceglie    | 7        | 0       | 0           | 0          | 0            | 0            | 0            | 0            | 7                  | 0                  | 0                  | 0                  | 14       | 0      | 0           | 0          |
| A. Del Piero    | 33       | 8       | 0           | 0          | 2            | 0            | 0            | 0            | 10                 | 3                  | 0                  | 0                  | 45       | 11     | 0           | 0          |
| Diego           | 0        | 0       | 0           | 0          | 0            | 0            | 0            | 0            | 3                  | 0                  | 0                  | 0                  | 3        | 0      | 0           | 0          |
| A. Ekdal        | 0        | 0       | 0           | 0          | 0            | 0            | 0            | 0            | 1                  | 0                  | 0                  | 0                  | 1        | 0      | 0           | 0          |
| M. Giandonato   | 2        | 0       | 0           | 1          | 0            | 0            | 0            | 0            | 2                  | 0                  | 0                  | 0                  | 4        | 0      | 0           | 1          |
| N. Giannetti    | 1        | 0       | 0           | 0          | 0            | 0            | 0            | 0            | 2                  | 1                  | 0                  | 0                  | 3        | 1      | 0           | 0          |
| F. Grosso       | 19       | 0       | 6           | 0          | 2            | 0            | 0            | 0            | 0                  | 0                  | 0                  | 0                  | 21       | 0      | 6           | 0          |
| Z. Grygera      | 13       | 0       | 1           | 0          | 2            | 0            | 0            | 0            | 4                  | 0                  | 1                  | 0                  | 19       | 0      | 2           | 0          |
| V. Iaquinta     | 19       | 4       | 0           | 0          | 1            | 0            | 0            | 0            | 3                  | 2                  | 0                  | 0                  | 23       | 6      | 0           | 0          |
| M. Krasić       | 33       | 7       | 4           | 0          | 2            | 1            | 0            | 0            | 6                  | 1                  | 1                  | 0                  | 41       | 9      | 5           | 0          |
| D. Lanzafame    | 3        | 0       | 0           | 0          | 0            | 0            | 0            | 0            | 6                  | 0                  | 1                  | 0                  | 9        | 0      | 1           | 0          |
| N. Legrottaglie | 5        | 1       | 0           | 0          | 0            | 0            | 0            | 0            | 3                  | 0                  | 0                  | 0                  | 8        | 1      | 0           | 0          |
| A. Libertazzi   | 1        | 0       | 0           | 0          | 0            | 0            | 0            | 0            | 1                  | 0                  | 0                  | 0                  | 2        | 0      | 0           | 0          |
| M. Liviero      | 0        | 0       | 0           | 0          | 0            | 0            | 0            | 0            | 1                  | 0                  | 0                  | 0                  | 1        | 0      | 0           | 0          |
| A. Manninger    | 0        | 0       | 0           | 0          | 0            | 0            | 0            | 0            | 5                  | -7                 | 0                  | 0                  | 5        | -7     | 0           | 0          |
| C. Marchisio    | 32       | 4       | 9           | 0          | 1            | 0            | 1            | 0            | 8                  | 0                  | 3                  | 0                  | 41       | 4      | 13          | 0          |
| J. A. Martínez  | 14       | 0       | 1           | 0          | 1            | 0            | 0            | 0            | 5                  | 0                  | 1                  | 0                  | 20       | 0      | 2           | 0          |
| A. Matri        | 16       | 9       | 0           | 0          | 0            | 0            | 0            | 0            | 0                  | 0                  | 0                  | 0                  | 16       | 9      | 0           | 0          |
| F. Melo         | 29       | 1       | 6           | 1          | 2            | 0            | 0            | 0            | 7                  | 0                  | 3                  | 0                  | 38       | 1      | 9           | 1          |
| M. Motta        | 22       | 0 (1)   | 10          | 1          | 2            | 0            | 1            | 0            | 8                  | 0                  | 2                  | 0                  | 32       | 0 (1)  | 13          | 1          |
| S. Pepe         | 30       | 5       | 9           | 0          | 2            | 1            | 0            | 0            | 10                 | 0                  | 1                  | 0                  | 42       | 6      | 10          | 0          |
| F. Quagliarella | 17       | 9       | 0           | 0          | 0            | 0            | 0            | 0            | 0                  | 0                  | 0                  | 0                  | 17       | 9      | 0           | 0          |
| L. Rinaudo      | 1        | 0       | 1           | 0          | 0            | 0            | 0            | 0            | 0                  | 0                  | 0                  | 0                  | 1        | 0      | 1           | 0          |
| H. Salihamidžić | 10       | 0       | 2           | 0          | 0            | 0            | 0            | 0            | 0                  | 0                  | 0                  | 0                  | 10       | 0      | 2           | 0          |
| M. Sissoko      | 18       | 0       | 4           | 0          | 1            | 0            | 0            | 0            | 10                 | 0                  | 3                  | 0                  | 29       | 0      | 7           | 0          |
| F. Sørensen     | 17       | 0       | 2           | 0          | 1            | 0            | 0            | 0            | 0                  | 0                  | 0                  | 0                  | 18       | 0      | 2           | 0          |
| M. Storari      | 23       | -30     | 2           | 0          | 1            | -2           | 0            | 0            | 5                  | -1                 | 0                  | 0                  | 29       | -33    | 2           | 0          |
| L. Toni         | 14       | 1       | 0           | 0          | 1            | 0            | 0            | 0            | 0                  | 0                  | 0                  | 0                  | 15       | 1      | 0           | 0          |
| A. Traoré       | 10       | 0       | 1           | 0          | 0            | 0            | 0            | 0            | 2                  | 0                  | 0                  | 0                  | 12       | 0      | 1           | 0          |
| D. Trezeguet    | 0        | 0       | 0           | 0          | 0            | 0            | 0            | 0            | 1                  | 0                  | 0                  | 0                  | 1        | 0      | 0           | 0          |

## Giovanili

### Organigramma societario
Area direttiva
- Allenatore: Giovanni Bucaro
- Responsabile organizzativo: Gianluca Pessotto
- Coordinatore tecnico: Massimo Carrera

Juventus Soccer Schools
- Responsabile: Marco Marchi

### Piazzamenti

#### Primavera
- Campionato Primavera: Quarti di finale;
- Coppa Italia: Secondo turno eliminatorio;
- Torneo di Viareggio 2011: Quarti di finale.